# Gérard Kikoïne
Gérard Kikoïne (* 30. März 1946) ist ein französischer Filmregisseur und Filmeditor, der hauptsächlich Pornografie produzierte. Er war auch unter den Pseudonymen Alex Bakara und Sacha Nudamko aktiv. Er ist der Vater der Schauspielerin Elsa Kikoïne. 
In seinen Werken spielten meist Alban Ceray, Marilyn Jess und Piotr Stanislas mit.
Jenseits der Pornogenres drehte Kikoïne ab 1987 mit Der Herr von Dragonard Hill mit Oliver Reed einen Fantasyfilm. 1989 erschienen die von ihm gedrehten Horrorfilme Split - Edge of Sanity mit Anthony Perkins und Glynis Barber und Buried Alive mit Robert Vaughn und Donald Pleasence. 1990 drehte er für die französische Krimiserie Kommissar Moulin die Episode Unentschieden (Originaltitel: Match Nul) mit Gaststar Bruno Pradal.